# Riccardo Ehrman

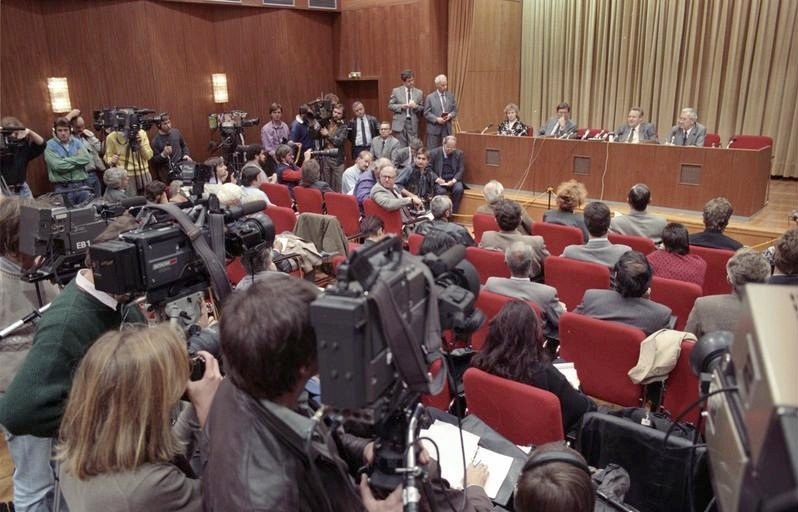
Riccardo Ehrman durante la conferenza stampa del 9 novembre 1989

Riccardo Ehrman (Firenze, 4 novembre 1929 – Madrid, 14 dicembre 2021) è stato un giornalista italiano.

## Biografia
Di origine ebreo-polacca, a 13 anni fu rinchiuso nel campo di internamento di Ferramonti di Tarsia, dove fu liberato dagli inglesi nel settembre 1943. Divenne giornalista e, dopo alcune parentesi in Canada, USA ed India, il corrispondente dalla Germania est per l'ANSA.

### La caduta del muro di Berlino
Ehrman era stato informato che il 9 novembre 1989 ci sarebbe stata una conferenza stampa, in cui sarebbero state anticipate grosse novità, ma egli, conoscendo l’indole del governo DDR, rimaneva abbastanza scettico.
Potsche, direttore dell'Adn (l'agenzia di informazione della Germania dell'Est), già la sera dell'8 novembre 1989 aveva rivelato al giornalista italiano che c'era un grande dibattito nel gruppo dirigente del partito comunista della DDR: il giorno prima si erano infatti decise graduali aperture nella legge di viaggio, che di fatto fino a quel momento aveva impedito l'espatrio ai cittadini tedesco-orientali. Sulle modalità di questo cambiamento normativo c'era evidentemente ancora uno scontro sotterraneo nella dirigenza intorno ad Egon Krenz ed Ehrman, che era a conoscenza del provvedimento di legge in materia di passaporti e libertà di movimento dei cittadini, temeva che sostanzialmente lasciasse immutato il divieto assoluto di attraversamento dei confini verso l’occidente.
Il giorno della conferenza, nella sala stampa del comitato centrale della SED, a rispondere vi era il responsabile dell'informazione del partito, Günter Schabowski. Questi, rispondendo alle domande dei giornalisti presenti, sottolineò come la politica di governo della DDR, negli ultimi anni, fosse intrisa di errori.
Appena dopo tali affermazioni, ad Ehrman, che teneva la mano alzata già da diverso tempo, fu dato il diritto di porre altre domande. Allora il giornalista italiano chiese appunto se anche quel recente provvedimento fosse stato un altro di quegli errori. Schabowski rispose stizzito che non lo era affatto e tirò fuori dalla tasca della giacca un documento governativo e cominciò a leggerlo dettagliatamente.
Quel documento conteneva delle disposizioni che davano ai cittadini della Germania Est il diritto di attraversare i check point ed entrare nel territorio della Germania Ovest.
A quel punto Ehrman e altri giornalisti incalzarono Schabowski domandandogli da quando il nuovo regolamento sui transiti tra le due Germanie sarebbe entrato in funzione e Schabowski, che non aveva ricevuto istruzioni dal Politbüro, rispose: "a quanto ne so io, subito, da ora" ("ist das sofort").. 
Le parole ebbero un'eco immediata e subito moltissime persone si recarono presso il muro, leggendo l'annuncio come la decisione di aprire il confine tedesco per lasciar passare i cittadini che volessero andare a Ovest. Le guardie di confine, sorprese e prive di indicazioni, aprirono i checkpoint e una gran massa di berlinesi dell'est si riversò a ovest senza controllo. Il 9 novembre 1989 è quindi considerata la data della caduta del muro di Berlino.

### Morte
È morto il 14 dicembre 2021 a Madrid, dove viveva assieme alla moglie in seguito al suo pensionamento, all’età di 92 anni.